# Tweekleurig hooibeestje
Het tweekleurig hooibeestje (Coenonympha arcania) is een vlinder uit de onderfamilie Satyrinae (zandoogjes en erebia's). 

## Kenmerken
De voorvleugellengte bedraagt ongeveer 18 millimeter. De vlinder lijkt op het zilverstreephooibeestje.

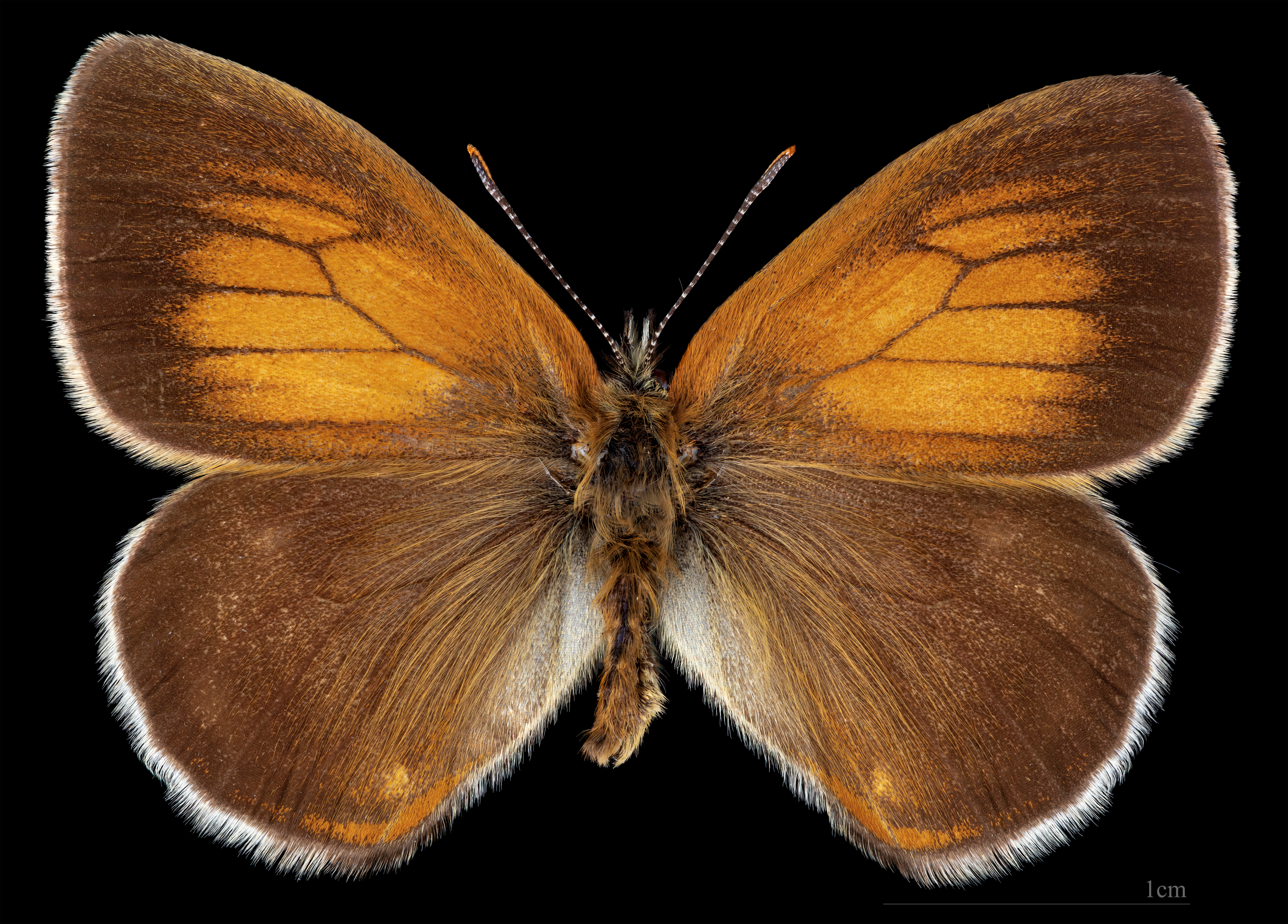
Coenonympha arcania ♂
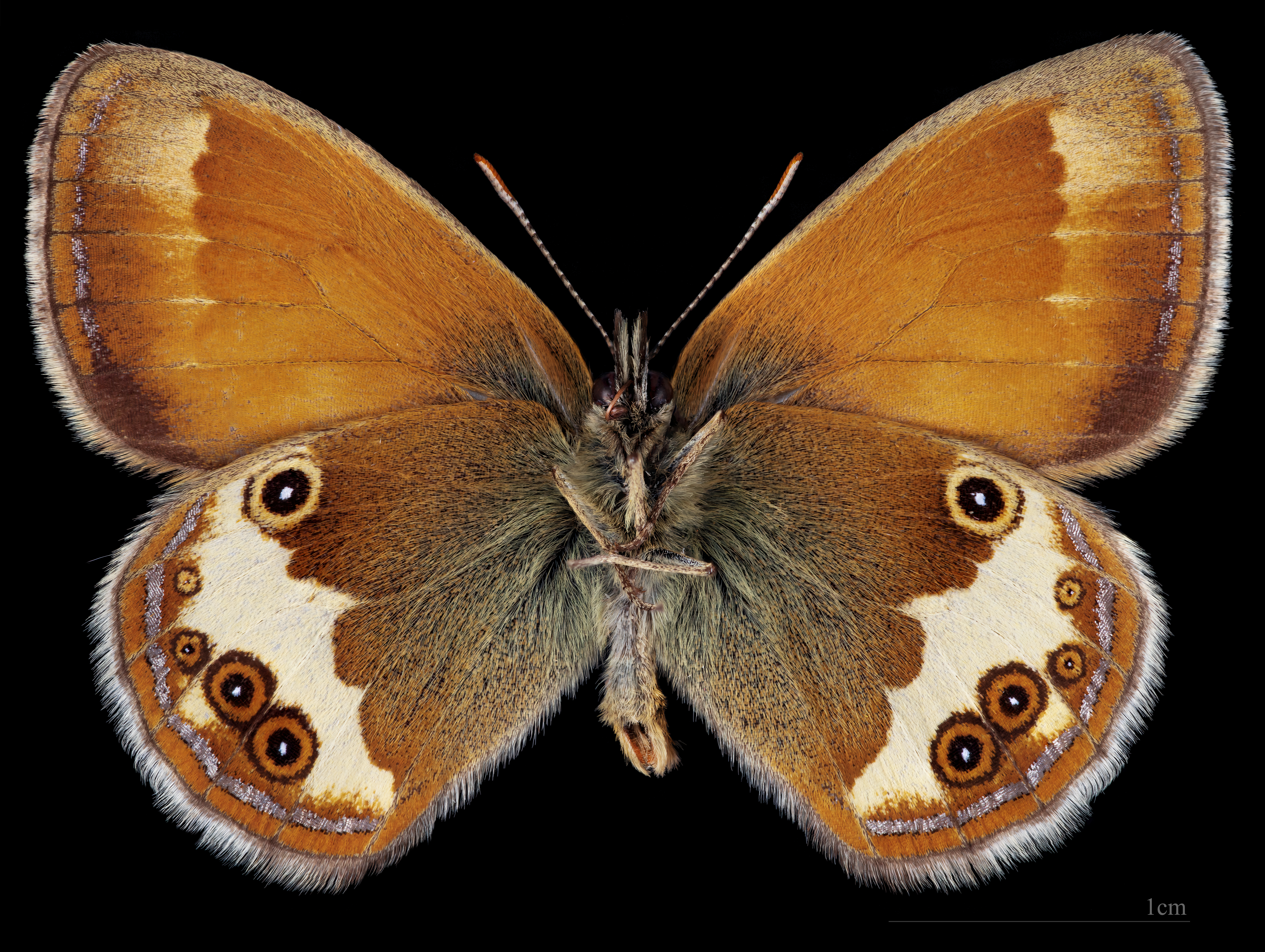
Coenonympha arcania ♂  △
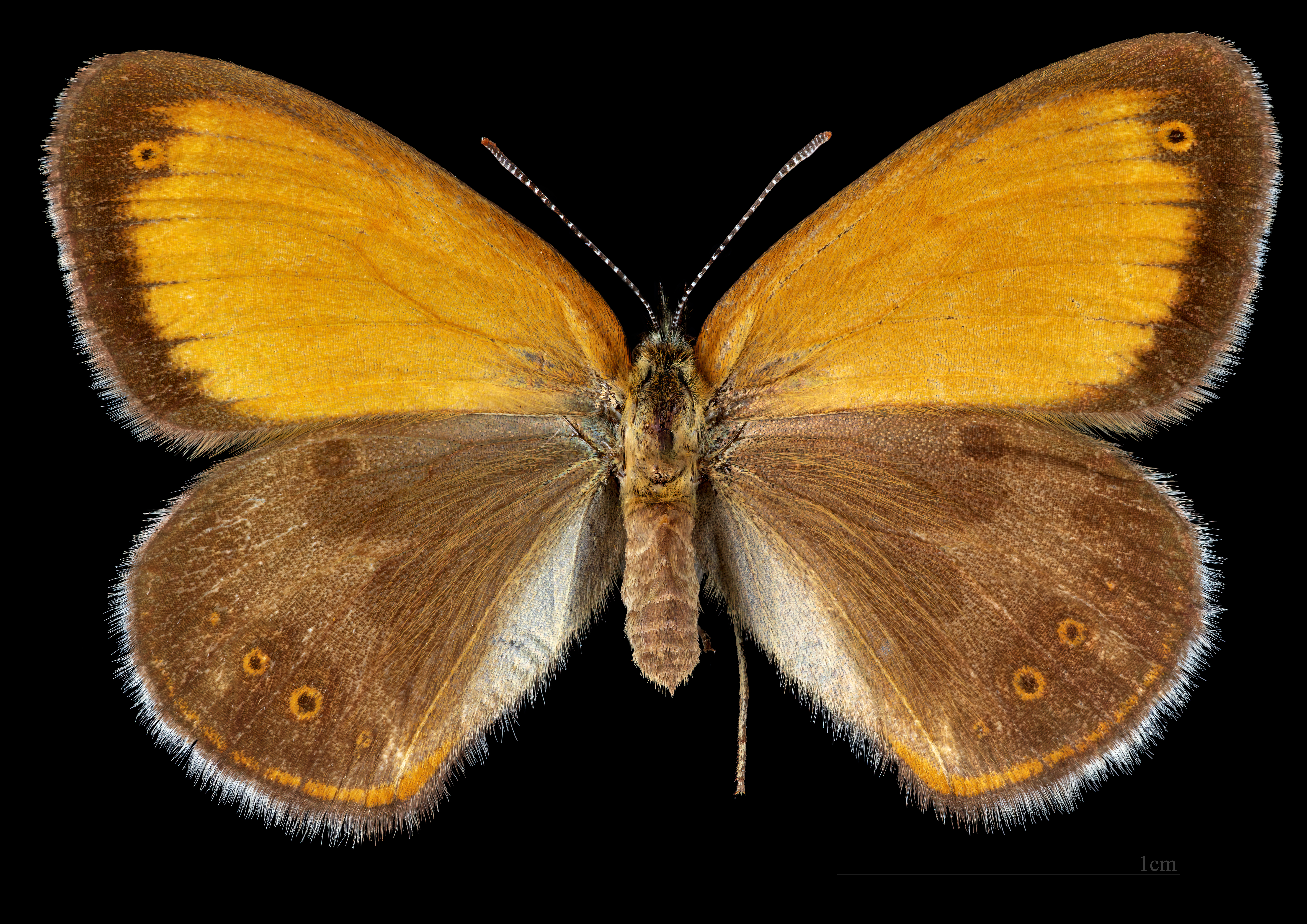
Coenonympha arcania ♀
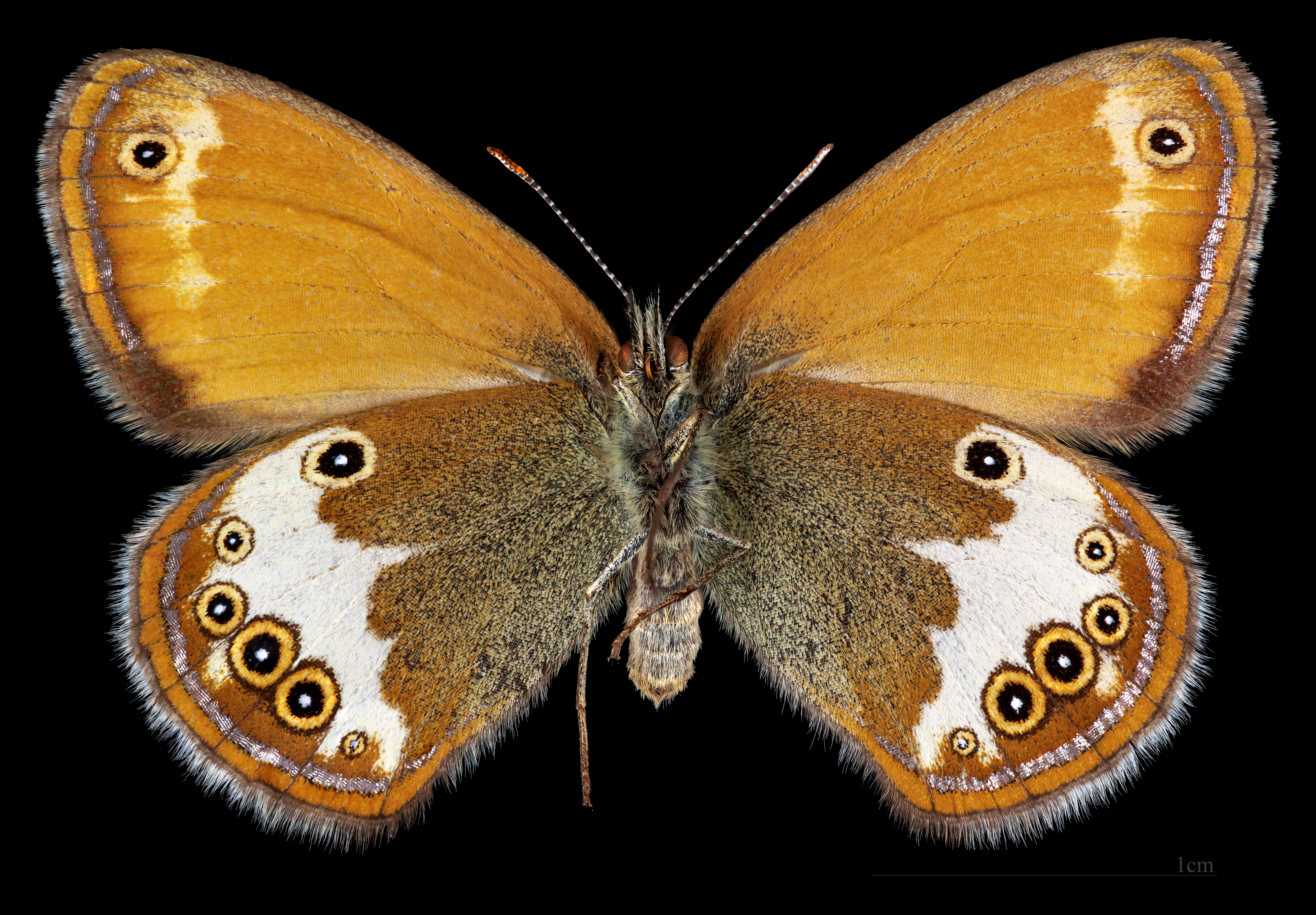
Coenonympha arcania ♀  △

## Verspreiding en leefgebied
Het tweekleurig hooibeestje komt in Centraal-Europa voor. Uit Nederland is hij verdwenen sinds 1988. Droge tot matig vochtige graslanden worden als leefgebied door de vlinder gebruikt. De vliegtijd is van mei tot en met augustus.

## Waardplanten
De waardplanten komen uit de grassenfamilie. De soort overwintert als rups.